# Melodii, melodii
Melodii, melodii este un film muzical românesc din 1978, regizat de Francisc Munteanu după propriul scenariu. Rolurile principale sunt interpretate de Margareta Pâslaru, Cornel Constantiniu, Sergiu Zagardan, Radu Goldiș, Cornel Patrichi, Jean Constantin și Ion Dichiseanu.
În acest film sunt prezentate încercările unei formații tinerești de muzică ușoară de a deveni cunoscută și a participa la turnee.  Membrii orchestrei Mecet sunt înșelați de un impresar dubios care, profitând de naivitatea lor, le promite că le va obține angajamente și apoi fuge cu banii de onorariu. Ambiționați, cei cinci tineri muzicanți se duc pe Litoral pentru a-l căuta pe directorul de la Oficiul de Spectacole și a obține un atestat. În cele din urmă, ei obțin succes cântând în fața publicului spectator.

## Rezumat
Un grup de cinci tineri formează o orchestră de muzică ușoară cu care cântă în timpul liber. Orchestra are denumirea Mecet, iar solistă este cântăreața Lia Bogdan (Margareta Pâslaru). Lia lucrează la o florărie a cărei responsabilă este poreclită „Madam Cactus” (Marga Barbu); ea participase ca solistă la festivalul „Steaua fără nume”. Șeful orchestrei și organistul Pavel Stoian (Cornel Constantiniu) urmează să susțină examenul de stat; el este și iubitul Liei. Chitaristul Cornel (Cornel Patrichi) își face practica la un atelier mecanic, chitaristul Radu (Radu Goldiș) este student, iar toboșarul Sergiu (Sergiu Zagardan) lucrează pe un șantier. Următorul lor concert urmează să aibă loc la cantina Triumf.
Ei sunt observați la o repetiție a unor trupe de muzică ușoară formate din amatori de către Grecu (Jean Constantin), pretins organizator de turnee și spectacole artistice. El se laudă că a organizat turneele unor cunoscuți artiști străini în România și le promite lui Lia și Pavel că le va obține un atestat cu care vor putea susține concerte, În acest scop, Grecu îi invită a doua zi la Oficiul de Spectacole (OSB). La rugămintea Liei, Pavel acceptă să-i adune pe băieți a doua zi și să meargă la o audiție la OSB. În dimineața următoare, el încearcă să oprească un taxi, dar singura mașină care oprește este automobilul actorului Ion Dichiseanu (care își interpretează propriul rol). Impresionat de entuziasmul tinerilor, actorul acceptă să-și pună mașina la dispoziție pentru a-i duce la OSB. 
La audițiile de la OSB participă mulți artiști aspiranți, dar secretarul artistic (Aurel Giurumia) îi respinge pe rând din diferite motive. Grecu promite că va aranja ca ei să susțină o audiție în fața directorului OSB. Din lipsă de angajamente, membrii orchestrei Mecet cântă la cantina Triumf. Grecu află unde locuiește directorul Ion Ionescu de la OSB și merge cu doi băieți pentru a-l duce cu forța la repetiția orchestrei, dar din greșeală răpesc un alt Ion Ionescu care locuia în același imobil. 
Grecu le dă întâlnire în următoarea sâmbătă la ora 17 la Bariera Vergului și, păcălindu-i că vor merge la o sărbătoare dintr-o comună din afara Bucureștiului, îi duce cu o ambulanță la o nuntă rurală. Orchestra cântă acolo, iar Grecu încasează onorariul de 3.000 de lei de la naș și fuge cu banii. Rămași fără bani, membrii orchestrei sunt nevoiți să meargă pe jos până în București. Ei îl caută pe „impresar”, dar acesta le spune că nu au talent și le recomandă să se apuce de o meserie, apoi fuge când i se amintește că a luat banii ce li se cuvenea lor.
Ambiționați, cei cinci tineri hotărăsc să-l caute pe directorul OSB și să obțin atestatul, dar secretarul artistic le spune că directorul se află la Constanța pentru a participa la o audiție la Operă. Ei merg cu un tren marfar, dar Sergiu coboară la Fetești să facă o baie și pierde trenul. Grupul se reunește la Constanța și după unele discuții membrii orchestrei se duc la teatrul unde directorul OSB urma să asiste la spectacolul de operă Carmen de Georges Bizet. Cum spectacolul este pe punctul de a fi amânat din cauza faptului că actorul principal are probleme cu vocea, cei cinci tineri îmbracă ei costumele pregătite pentru actori și susțin spectacolul cântând la propriile instrumente. Ei au succes, primind aplauzele publicului spectator.
În zilele următoare, membrii orchestrei cântă pe malul mării și apoi pe scena teatrului de vară la faza județeană a festivalului „Cântarea României”, cucerind aplauzele spectatorilor.

## Distribuție
- Margareta Pâslaru — Lia Bogdan, solista trupei Mecet (menționată Margareta Pîslaru)
- Cornel Constantiniu — Pavel Stoian, clăparul formației Mecet
- Sergiu Zagardan — Sergiu, toboșarul formației Mecet
- Radu Goldiș — Radu, chitaristul formației Mecet
- Cornel Patrichi — Cornel, chitaristul formației Mecet
- Jean Constantin — impresarul Grecu / șoferul de ambulanță Guriță
- Ion Dichiseanu — actorul Ion Dichiseanu
- Marga Barbu — „Madam Cactus”, responsabila florăriei
- Aurel Giurumia — secretarul artistic al Oficiului de Spectacole (OSB)
- Amza Pellea — Nea Mărin, țăran oltean din Băilești
- Costel Băloiu — Sucă, țăran oltean tânăr, consăteanul lui Nea Mărin
- Sebastian Papaiani — milițianul de la Serviciul Circulație
- Florin Vasiliu — Ion Ionescu, vecinul surd al directorului OSB
- Marian Hudac — compozitorul aspirant
- Zephi Alșec — Rodolfo, înghițitorul de săbii
- Tamara Buciuceanu-Botez — cântăreața de operă aspirantă
- Vasilica Tastaman — secretara Oficiului de Spectacole
- Cornelia Patrichi
- Lia Haret
- Clara Anton
- Dan Nuțu — portarul sălii de concerte
- Aristide Teică — portarul Oficiului de Spectacole
- Petre Gheorghiu-Goe
- Gelu Manolache — dirijorul
- Radu Manolache
- Sebastian Tașcă
- Jean Ionescu — directorul Teatrului de Operă din Constanța
- Aurel Manolache
- Nicoleta Gheriacopol

## Producție
Filmul a fost realizat în studiourile Centrului de Producție Cinematografică București. El a intrat în faza de producție la 28 noiembrie 1977. Filmările au început la sfârșitul lunii martie 1978 și s-au desfășurat în București și în localitățile de pe litoralul Mării Negre, ele încheindu-se la 17 mai 1978. Copia standard a fost finalizată la 29 iunie 1978. Cheltuielile de producție s-au ridicat la suma de 2.816.000 lei. 
Textele cântecelor au fost scrise de Sașa Georgescu. Înregistrările muzicale au fost realizate de Fredy Negrescu. 

## Recepție
Filmul Melodii, melodii a fost vizionat de 2.182.433 de spectatori la cinematografele din România, după cum atestă o situație a numărului de spectatori înregistrat de filmele românești de la data premierei și până la data de 31.12.2007 alcătuită de Centrul Național al Cinematografiei. 
În analiza sa pentru revista „Cinema”, Rodica Lipatti a afirmat că regizorul Francisc Munteanu „a făcut dovada unei mari ușurințe, a unei firești dezinvolturi – dacă se poate spune așa – în „mânuirea” cinematografului, atrăgându-și stima confraților, susținerea criticii și simpatia publicului”. Dar, pe parcurs, Francisc Munteanu și-ar fi transformat „ușurința în facilitate și dezinvoltura în delăsare”, iar filmul Melodii, melodii este considerat a fi „făcut în joacă, de la scenariu până la copia standard (...) sub semnul grabei și al improvizației”. 
Criticul Tudor Caranfil nu a dat filmului nicio stea și a făcut următorul comentariu: „O formație tinerească de muzică ușoară acceptă oferta unui impresar dubios ale cărui „aranjamente” nu-i pot împiedica triumful pe Litoral. Pretinsă șarjă, previzibilă în story, la adresa „șușanelelor” din muzica ușoară. Nul pe plan dramaturgic ca și pe cel muzical. Nici măcar Costineștiul nu strălucește!”